# Vermontia
Vermontia thoracica és una espècie d'aranya araneomorfa de la subfamília dels erigonins, dins de la família Linyphiidae. És l'únic membre del gènere monotípic Vermontia.
Es poden trobar als Estats Units, el Canadà i la Rússia asiàtica..
Fou descrit per primera vegada per Alfred Frank Millidge l'any 1984,